# Mon pote
Pour plus de détails, voir Fiche technique et Distribution.
Mon pote est un film français réalisé par Marc Esposito, sorti le 1er décembre 2010.

## Fiche technique
- Titre : Mon pote
- Réalisation : Marc Esposito
- Scénario : Marc Esposito, avec l'aide de Jean-Luc Levesque
- Casting : Adèle Esposito[1]
- Photographie : Pascal Caubère
- Son : Jean-Luc Verdier
- Décors : Fabienne Guillot et Jessica Labet
- Costumes : Aurore Vicente
- Maquillage : Sandrine Roman
- Cascades : Patrick Cauderlier et Stéphane Boulay
- Musique : Calogero et Gioacchino Maurici
- Montage : Benoît Alavoine et Benjamin Ambard
- Prises de vues aériennes : Aerial Camera Systems
- Production : Marc Esposito, Serge Hayat François Kraus et Denis Pineau-Valencienne
- Sociétés de production :  Les Films Du Kiosque et Wayan Productions
- Coproduit par France 2 Cinéma, Mars Films et Alvy Productions
- Avec la participation de TPS Star, Canal+ et CinéCinéma
- Soutiens à la production : 
  - A Plus Image 2, Cinémage 5, Cofimage 22, Soficinéma 6, Uni Étoile 8, Soficinéma 6 Développement, Apidev, Procirep, Région Bourgogne, Angoa-Agicoa
- Distribution[2] : 
  -  France : Mars Distribution
  - Étranger : Films Distribution
- Format : couleur - 35mm
- Pays de production :  France
- Genre : comédie dramatique, comédie policière
- Durée : 105 minutes
- Date de sortie : 1er décembre 2010 (France), 12 janvier 2011 (Belgique)
- Lieux de tournage : Paris (place Victor Hugo et Boulevard de Clichy), Magny-Cours, centre pénitentiaire de Joux-la-Ville (Yonne)
- Budget : 7.4M€
- Box-office France : 144 233 entrées

## Distribution
- Édouard Baer : Victor, patron d'un magazine automobile
- Benoît Magimel : Bruno, ancien braqueur fan d'autos
- Diane Bonnot : Agathe, femme de Victor
- Leonie Simaga : Anna, femme de Bruno
- Atmen Kélif : Sami, directeur artistique du magazine
- Anthony Levesque : Roland, frère d'Anna
- Albane Duterc : Gigi, assistante de Victor
- Solo : Augustin, complice de Roland
- Riton Liebman : Thierry, rédacteur en chef du magazine
- Lucie Phan : Cécile, maquettiste enceinte
- Louka Masset : Tom, fils de Bruno et Anna, 11 ans
- Jean-Michel Lahmi : Richard, patron de Magny-Cours
- Rémi Martin : flic 1
- Alexandre Le Provost : flic 2
- Françoise Michaud : Valérie
- Charly Chemouny : Le journaliste rabroué
- Oscar Le Potollec Fiorani  : Nico, le fils de Victor
- Morgane Rouault : Viviane, la fille de Victor
- Samir Benhaj : Momo
- Armelle Abibou : L'assistante sociale
- Franck Boss : Le surveillant
- Christophe Carry : Le surveillant de cellule
- Rachid Sabaghi : Le détenu Kader
- Justin Fils Aimé Eyang : Le détenu Sam
- Claude-Franc Nene : Le détenu Claude
- Renaud Bossert  : Monsieur paul
- Christian Ameri : Le policier du 10e arrondissement
- Julien Hérichon : L'huissier
- Maxime Lefrançois : Le malabar
- Frédéric Maranber : Le médecin
- Francis Henriquel : Bernard, l'imprimeur
- Guillaume Bobin : L'homme qui bouscule Gigi
- Adama Diop : Jeune de la cité
- Andrew Goma : Jeune de la cité
- Marvyng Soron : Jeune de la cité
- Éric Mondoloni : Le coursier en rollers
- Siegfried Boesch : Membre de la rédaction 'Auto magazine'
- Matthias Groux : Membre de la rédaction 'Auto magazine'
- Cathy Guillemin : Membre de la rédaction 'Auto magazine'
- Candice Hénin : Membre de la rédaction 'Auto magazine'
- Thomas Lemoine : Assistant de Victor Gallien
- Emilie Martin : Membre de la rédaction 'Auto magazine'
- Léonard Matton : Membre de la rédaction 'Auto magazine'
- Éric Paradisi : Membre de la rédaction 'Auto magazine'
- Florent Sudraud : Membre de la rédaction 'Auto magazine'
- Mathieu Lardier : Le beau voisin
- Anthony Pho : Le livreur thaï
- Roselyne Faynot : La mère d'Agathe
- Guy Boutron : Le père d'Agathe
- Carine Kouassi : La fiancée de Roland
- Cannelle Peria : Fille de Roland 1
- Anna Didier : Fille de Roland 2